# Askvoll
Askvoll er en kommune i Vestland fylke i Norge, der ligger ud til Nordsøen. Kommunen grænser til Førde og Gaular i øst. På den anden side af Stavfjorden mod nord ligger Flora og Naustdal, og mod syd ligger Fjaler kommune på den anden side af Vilnesfjorden.
Kommunen har omkring 3.100 indbyggere, fordelt på 326 kvadratkilometer. Det højeste bjerg er Blægja, 1.305 meter højt. På øen Alden ligger bjerget Den Norske Hest, 481 meter. På øerne Bulandet og Værlandet finder man moderne fiskeindustri, og fiskeopdræt er blevet en vigtig levevej.

## Helleristninger
Askvoll kommune er kendt for sine helleristninger og omkring 30 gravhøje på Staveneset. De første helleristninger blev registreret så sent som i 1943, og nye fund blev gjort helt ind i 1980'erne. På det vejrhårde Stavenes, et af Norges vestligste fastlandspunkter, findes ældgamle spor efter mennesker. Ved Staveneset har skibe sejlet forbi mindst 3.000 år tilbage i tid. På gårdene Mjåset og Unneset findes i alt elleve felter med helleristningar fra bronzealderen 1800 - 500 f.Kr, de fleste beliggende nærved havet yderst på odden. Da der ellers er få fund fra bronzealderen i Askvoll og Sunnfjord, har befolkningen måske været bosat på mere fundrige steder i Sogn, men trukket ud til kysten til visse tider af året, for at samles ved Staveneset.
For at finde helleristningerne, drejer man af fra vejen mellem Askvoll og Førde, og kører langsmed Stongfjorden næsten til vejs ende. Især er mange både afbildet, måske som et symbol for rejsen til dødsriget. Særlig kendt er helleristningen af en solvogn, der trækkes af to heste. Man må til Skåne for at finde tilsvarende.

## Norrøn tid
Sagnet forlyder, at gravhøjene på Staveneset stammer fra vikingetiden, efter slaget på Stavenesvågen (= Stavnæsbugten). Ifølge Snorre stod slaget mellem jarlen Håkon Grjotgardsson og Atle jarl om herredømmet på Vestlandet. Håkon jarl faldt, mens Atle jarl fik banesår og blev fragtet til den store gård på Atløy, hvor han døde. Der kan være tale om den gård, kong Erik Blodøkse havde på Atløy.
Bestyreren hed Bård, og både kong Erik og dronning Gunhild var tilfredse med ham. Men en dag ankom Egil Skallagrimsson sammen med Olve, der skulle indkræve landskyld for hersen  Tore i Aurland. Olve medbragte tolv roere og Egil som passager. Vejret blev så slemt, at de måtte tage årerne fat, og ved Atløy gik de gennemvåde i land og vandrede op til gården, hvor de bad Bård om at måtte overnatte. Han lod fyre op i ovnen, så de fik tørret tøjet, og serverede dem mad med skyr til. Flere gange beklagede han, at han ikke havde noget godt øl at byde dem. Noget letøl fik de alligevel, før de gik til ro.
Samme aften kom kong Erik og dronning Gunhild til Atløy, og Bård havde forberedt en fest med god mad og øl til. Det var blotfest for diserne, og stor stemning i hallen. Da kongen hørte om de tilrejsende, blev de bedt med. Egil Skallagrimsson ærgrede sig over, at Bård havde løjet for dem om, at han ikke havde noget øl. Mens andre drak sig fulde, digtede Egil et nidkvad om Bårds løgn. Bård gik til dronningen og sagde, at der var nogen til stede, der ikke kunne holde sig tavs. Så blandede de gift i øllet, som Egil fik serveret, men han skar sig i hånden og ridsede runer med sit blod på drikkehornet, så det gik itu, og øllet flød ud. Samtidig kvad han:
"Runer her jeg ridser, rødt af blod de farves; ord til oksehornet har jeg her at vælge;
drik som terner bød mig, drikker jeg som jeg lyster. Undres, om det smager øl som Bård har signet."
Da Egil og Olve skulle gå, ville Bård give Olve en afskedsskål, men Egil tok øllet og drak det, før han stak sit sværd gennem Bård. Derefter sprang han til ildhuset, hentede spyd og skjold og skyndte sig væk. Kongen blev vred over drabet på sin bestyrer og gav sine folk besked om, at Egil skulle dræbes om morgenen. Egil gik hele natten og ledte efter en båd at stjæle, men overalt var der folk. Næste morgen tog han sine våben på ryggen og svømmede over til en ø. Kongens mænd ledte efter ham og gik også i land, hvor han skjulte sig. Da de var gået forbi hans gemmested, gik han ned til båden, dræbte de tre, der vogtede den, og roede tlbage til Aurland, hvor hersen Tore lovede at tale hans sag for kongen og betale bøde for drabet. Egil slap derfor ustraffet for sin ugerning på Atløy.
Fra Rivedal udvandrede den første nordmand til Island. Ingólfur Arnarson og hans kone Hallveig Frodesdatter kom til Island i år 874  efter en sejlads fra Rivedal, der tidligere lå i Fjaler.

## Eksterne links
- Wikimedia Commons har flere filer relateret til Askvoll
- HAFS er det kommunale samarbejde mellem Hyllestad,Askvoll, Fjaler, Solund og Gulen kommuner
- Talinformation fra Statistisk Sentralbyrå
- Kultur i Askvoll på kort fra Kulturnett.no

61°20′54″N 5°04′12″Ø / 61.34833°N 5.07000°Ø